# Oswald Declercq
Pour les articles homonymes, voir Declercq.
Oswald Declercq, né le 26 octobre 1934 à Thourout,, est un coureur cycliste belge. Il évolue au niveau professionnel de 1959 à 1967.

## Palmarès
- 1955
  - 2e du championnat de Belgique militaires sur route
- 1957
  - Zesbergenprijs Harelbeke
  - 2e du Manx Trophy
  - 2e des Sex-Dagars
- 1959
  - 2e du Grote Prijs Dr. Eugeen Roggeman
  - 3e de Halle-Ingooigem
  - 3e du Championnat des Flandres
- 1960
  - 4ea étape du Tour de Belgique (contre-la-montre par équipes)
  - Halle-Ingooigem
  - Grote Prijs Dr. Eugeen Roggeman
  - 2e du Grand Prix de la Basse-Sambre
- 1961
  - 2e du Grand Prix Marcel Kint
- 1962
  - Circuit du Houtland-Torhout
  - 3e du Championnat des Flandres
  - 3e de Roubaix-Cassel-Roubaix
  - 3e du Circuit des monts du sud-ouest
  - 3e de Tielt-Anvers-Tielt
- 1963
  - Grand Prix de Saint-Omer
  - Circuit du Houtland-Torhout
  - 2e de Tielt-Anvers-Tielt
  - 2e du Circuit de la région linière
- 1964
  - 2e de Tielt-Anvers-Tielt
- 1966
  - 2e du Circuit des monts du sud-ouest
  - 2e de la Nokere Koerse